# فارو

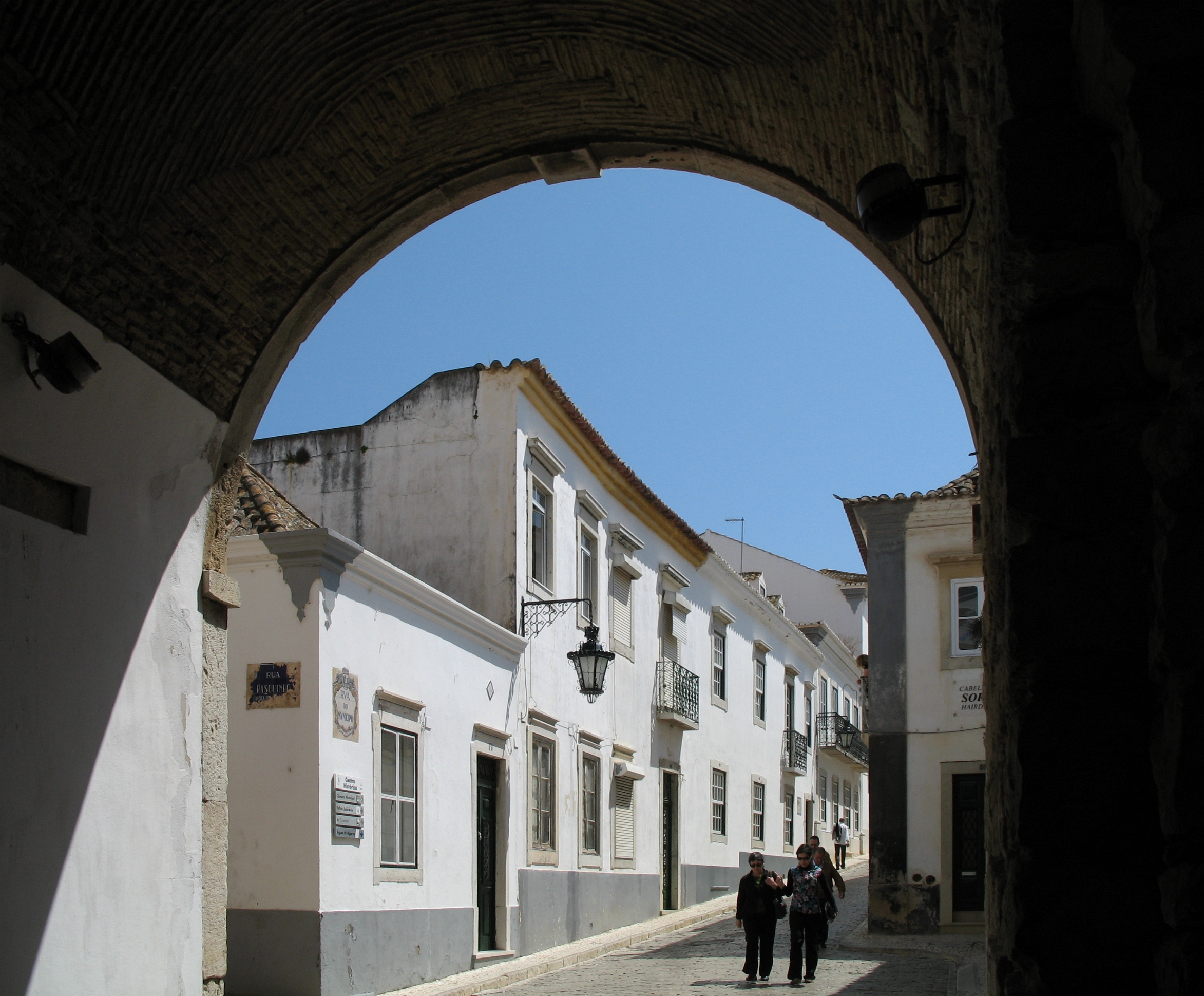
طريق المدينة القديمة

فارو، وتُعرف في المصادر الإسلاميَّة باسم شنتمرية الغرب وأخْشَنْبة هي مدينة تقع في أقصى جنوب البرتغال. يبلغ عدد سكانها 41,934 بينما يبلغ عدد سكان بلدية فارو 64,560 (2011). فارو هي المركز الإداري لمنطقة الغرب. يعتبر مطار فارو الدولي ثاني أكبر مطار في البلاد من حيث عدد المسافرين.
كانت فارو إحدى المدن المستضيفة لكأس الأمم الأوروبية لكرة القدم 2004.

## السكان
| السنة  | 1801   | 1849   | 1900   | 1930   | 1960   | 1981   | 1991   | 2001   | 2004   |
| ------ | ------ | ------ | ------ | ------ | ------ | ------ | ------ | ------ | ------ |
| السكان | 23.881 | 18.733 | 34.104 | 28.456 | 35.651 | 45.109 | 50.761 | 58.051 | 58.305 |

## المناخ
يسود فارو مناخ البحر المتوسط. يتميز صيفها بأنه ما بين الدافئ والحار، حيث تكون درجة الحرارة ما بين 27-35 في وقت الظهيرة بشكل عام. أما في الشتاء والخريف فيكون مناخها معتدلاً مع درجة حرارة ما بين 8-17. أمطار المدينة شتوية غالباً, ويكون المطر نادراً جداً ما بين شهري يونيو وسبتمبر.

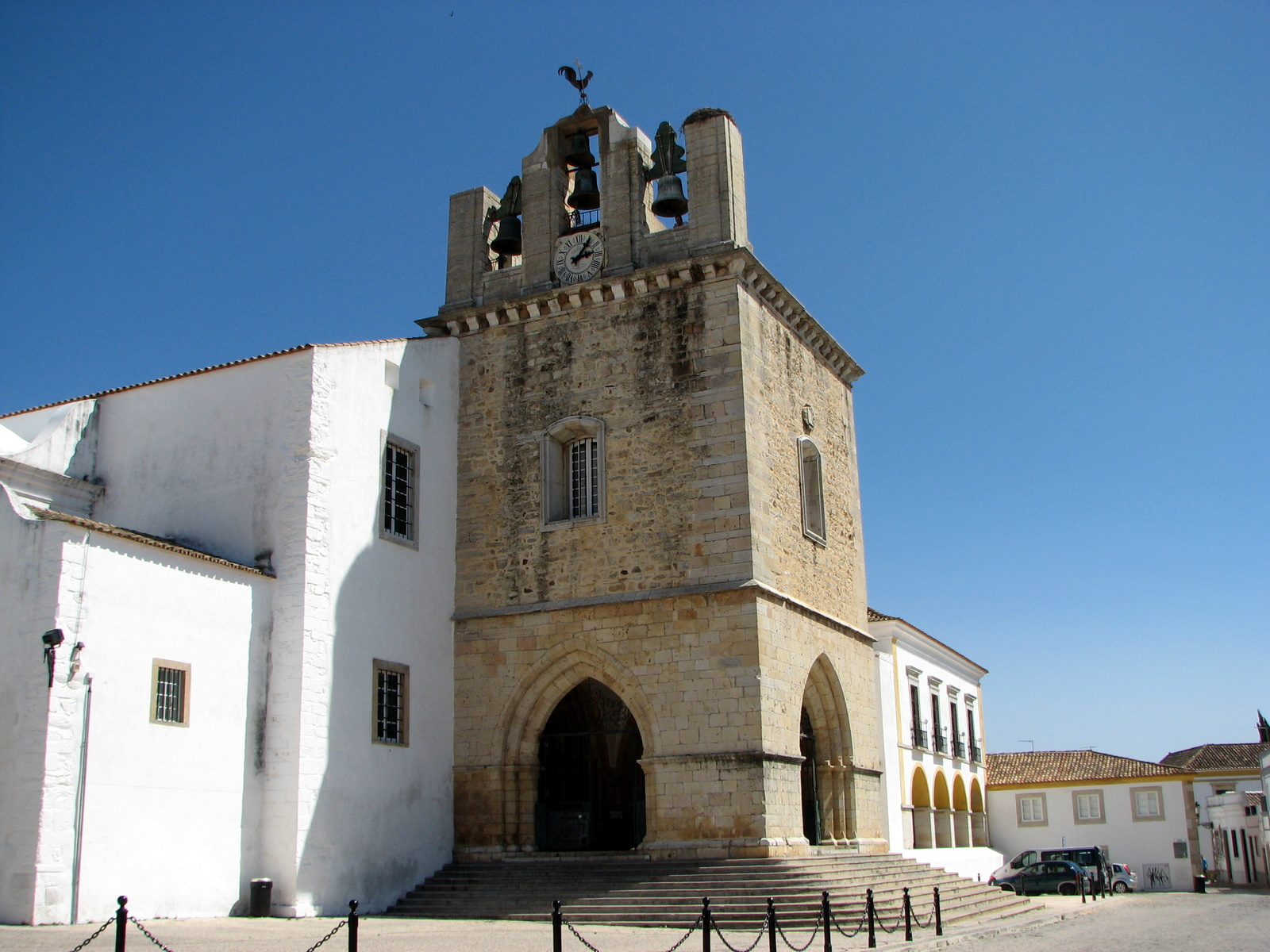
كاتدرائية فارو.

## المدن التوأمة
- طنجة,المغرب
- ولبة,إسبانيا
- مالقة,إسبانيا

## أعلام
- روي ماتشادو
- سارا مارتينز
- بيدرو كاري
- فريدريكا بيدادي
- فرنسيسكو باريتو

## اقرأ أيضا
- البرتغال
- شبه جزيرة أيبيريا

## معرض الصور

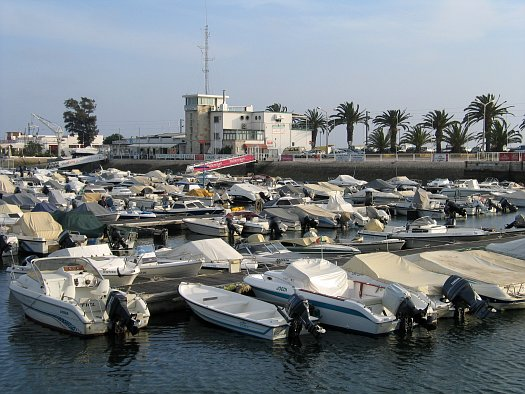
ميناء فارو
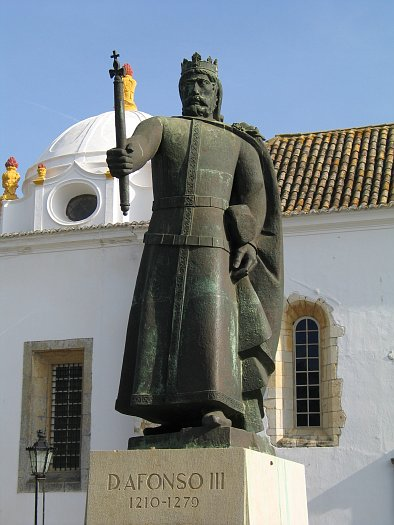
الملك أفونسو الثالث
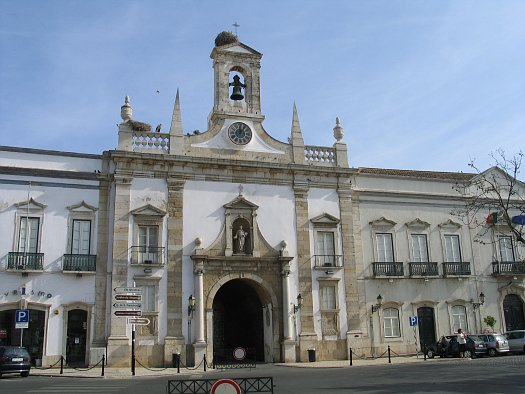
مبنى الحكومة المدنية في فارو
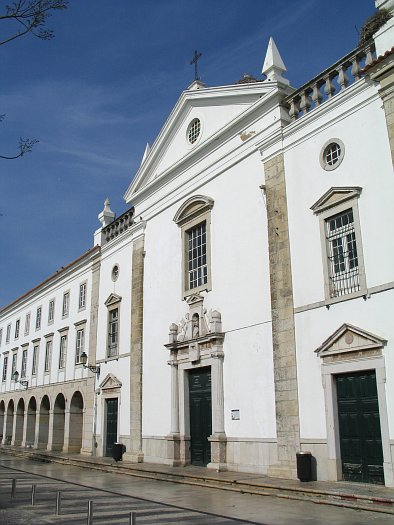
كنيسة قديمة
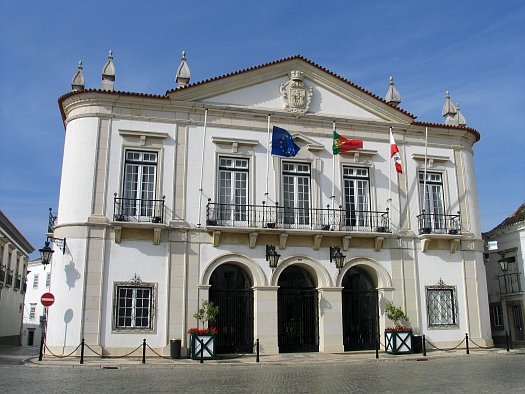
دار البلدية
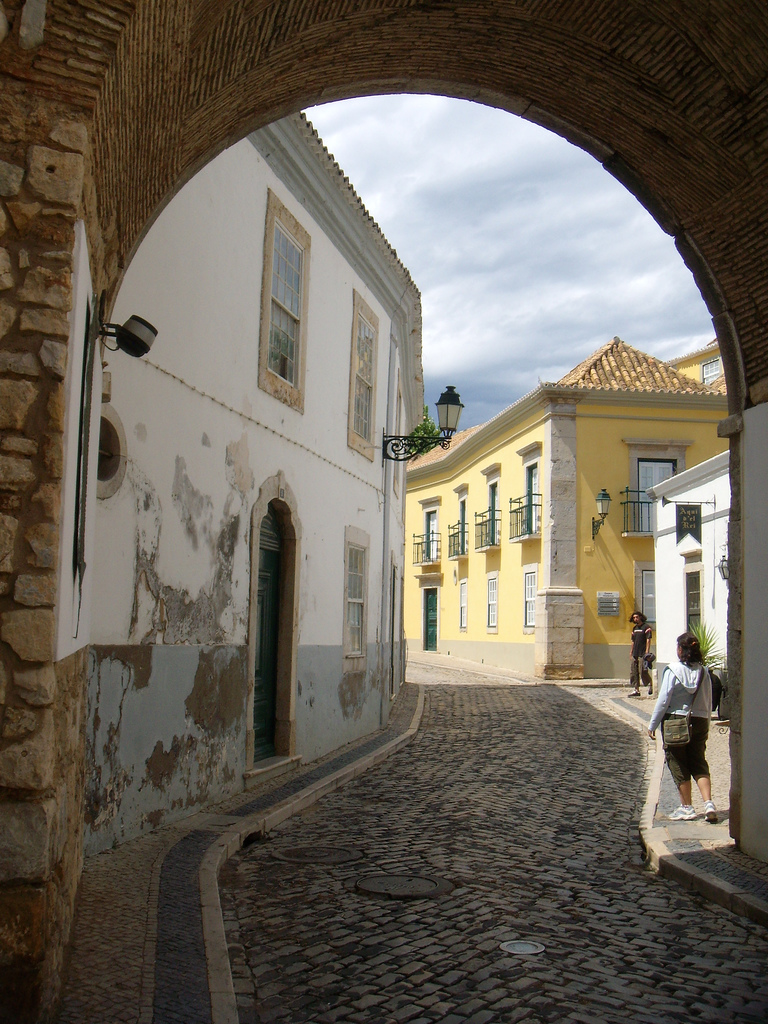
شارع في فارو
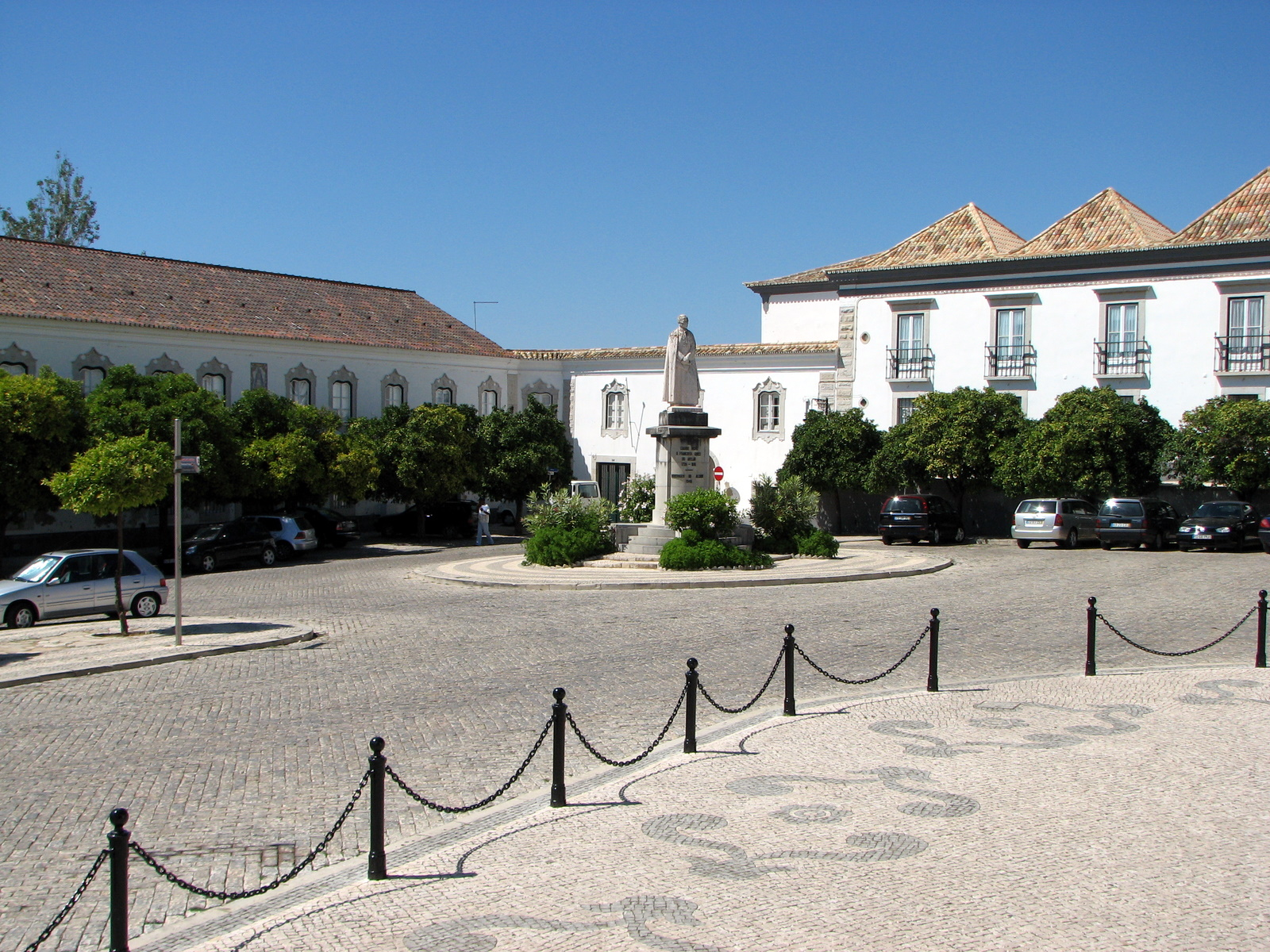
ميدان في فارو
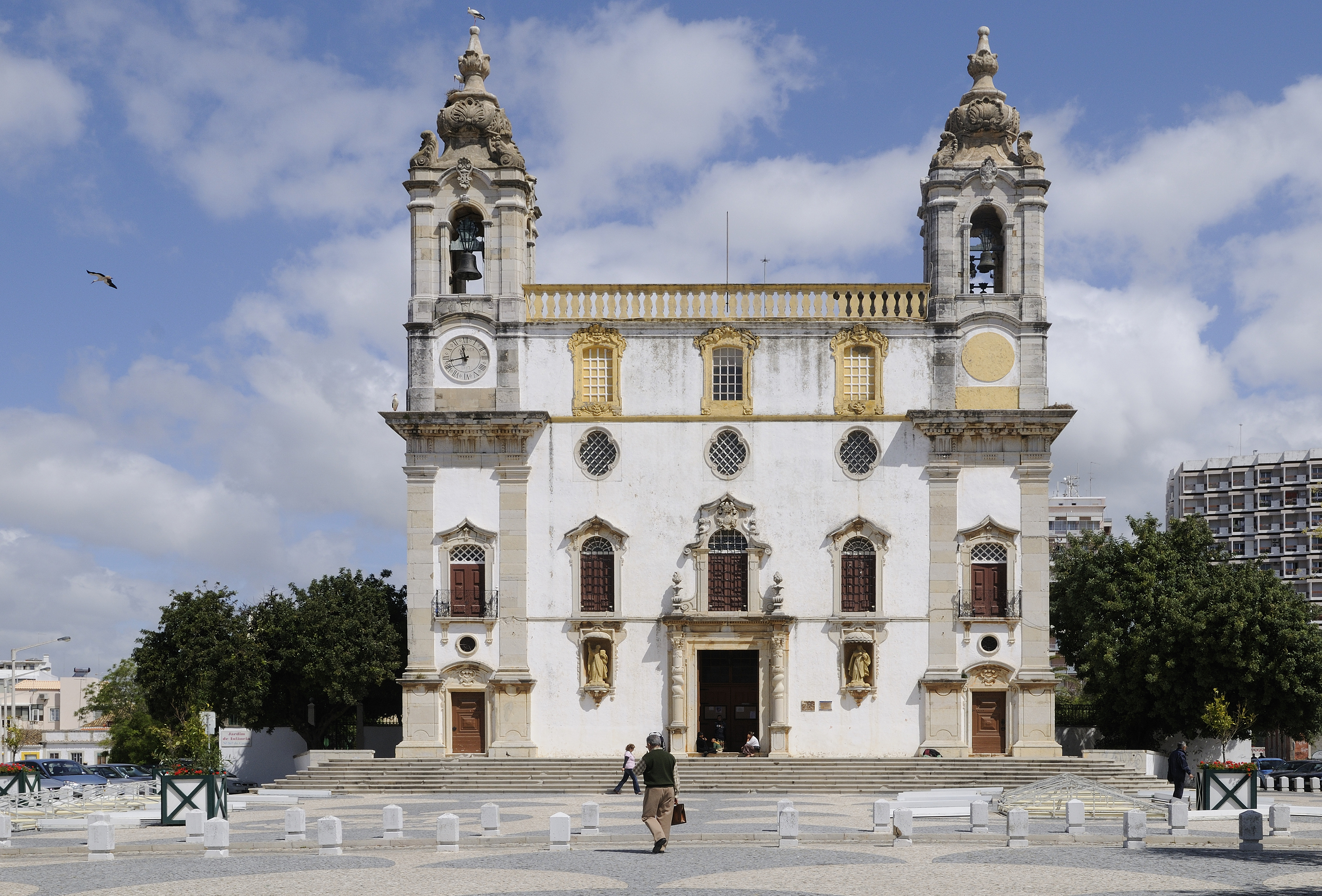
كنيسة كارمو